# Медал „Пиер дьо Кубертен“
Медалът „Пиер дьо Кубертен“ е специален медал, който се присъжда от МОК на тези атлети, показали дух на спортсменство в Олимпийските игри. Идеята за медала се ражда през 1964, когато е връчен и първият медал.
Медалът се счита от МОК за най-високата награда, която олимпийски състезател може да получи, по-ценна и от златен олимпийски медал.

## Носители на медала
- Луц Лонг (Берлин 1936) – атлет от Нацистка Германия, който дава съвет на чернокожия атлет Джеси Оуенс как да направи по-добър скок на дължина. Оуенс приема съвета и подобрява постижението си, като подминава и резултата на Луц Лонг. По този начин Лонг остава със сребърен медал. Медалът „Пиер дьо Кубертен“ му е връчен посмъртно.

- Емил Затопек (Хелзинки 1952) – чешки лекоатлет, който, след като печели два златни медала на 5 и 10 километра, решава за пръв път в живота си да се състезава на маратон и изненадващо го печели. Най-запомняща остава последната му обиколка на стадиона, в която той успява да премине от четвърто на първо място. Получава медалът „Пиер дьо Кубертен“ посмъртно на 6 декември 2000.

- Еугенио Монти (Инсбрук 1964) – състезателят по бобслей Еугенио Монти е първият спортист, който получава този медал. По време на състезание той преотстъпва на великобританските състезатели част от своята шейна, понеже те са повредили своята. Впоследствие Италия печели бронзов медал, а Великобритания златен.

- Карл Хайнц Клее (Инсбрук 1976)

- Франц Йонас

- Лоурънс Лемьо (Сеул 1988) — въпреки че е на първо място в състезанието по ветроходство, Лоурънс помага на двама сингапурски състезатели, които падат във водата поради лошото време. Канадецът завършва на 22-ро място от общо 32 лодки.

- Реймонд Гафнер

- Тана Умага — Умага спира атаката на своя тим по време на приятелски мач по ръгби между Нова Зеландия и Уелс, за да помогне на лежащия на терена капитан на Уелс. Той се уверява дали контузеният не е глътнал гумения си протектор и го поставя в положение за бърза помощ.

- Спенсър Екълс (Солт Лейк Сити 2002)

- Вандерлей де Лима (Атина 2004) – бразилецът е нарочно бутнат на земята от зрител от публиката малко преди края на маратона. Това нарушава ритъма му и той завършва на 3-то място, въпреки че преди това води в състезанието.

- Елена Новикова-Белова

- Шаул Ладани

- Петър Чупач, Иван Булая, Павле Костов

- Роналд Харви

- Ришар Гарно

- Майкъл Хуанг

- Едуард фон Фалц-Файн